# Крутые девчонки (фильм)
«Крутые девчонки» (нем. Freche Mädchen) — молодёжная комедия Уте Виланд. Премьера в Германии состоялась 17 июля 2008 года. В 2010 году вышло продолжение фильма — «Крутые девчонки 2».

## Сюжет
Четырнадцатилетние школьницы Мила, Ханна и Кэти — лучшие подруги. Они вместе переживают первую любовь, и справляются с первыми проблемами.

## В ролях
- Эмилия Шуле (Emilia Schüle) — Мила
- Селина Ширин Мюллер (Selina Shirin Müller) — Ханна
- Хенриетта Нэйджел (Henriette Nagel) — Кэти
- Анке Энгельке (Anke Engelke) — мать Милы
- Джонатан Бек (Jonathan Beck) — Маркус
- Дэвид Бертон (David Berton) — Герард
- Герда Боукен (Gerda Böken) — фрау Шмитц
- Питер Бош (Peter Bosch) — Penner
- Анна Бёттхер (Anna Böttcher) — фрау Кемпински
- Винсент Брюдер (Vincent Bruder) — Knolle
- Михаэль Кесслер (Michael Kessler) — Sprinter
- Пит Клоке (Piet Klocke) — Mc Donald
- Уилсон Оксенкнехт (Wilson Ochsenknecht) — Брайан
- Кристина Пфайфер (Cristina Pfeifer) — Ванесса
- Армин Роде (Armin Rohde) — Mathelehrer «Rumpelstilzchen»
- Давид Ротт (David Rott) — Пит Винтер
- Кристиан Трамиц (Christian Tramitz) — отец Маркуса
- Бэн Унтеркофлер (Ben Unterkofler) — Бранко
- Мариус Вайнгартен (Marius Weingarten) — Киви

## Номинации и награды
- 2008 — премия «Undine Award» в категории «Лучший молодой актёр второго плана — Фильм» (Уилсон Оксенкнехт).
- 2008 — номинация на премию «Undine Award» в категории «Лучший молодой комик» (Селина Ширин Мюллер).
- 2008 — номинация на премию «Undine Award» в категории «Лучшая молодая актриса — Фильм» (Эмилия Шуле).

## Саундтрек
1. Selina — Ich Bin Nicht Mehr Ich (Freche Mädchen Version) (2:12)[2]
2. Gonzales Ochsenknecht — Money (3:18)
3. Sarah Walker — Lucky Today (2:45)
4. LaFee — Shut Up! (4:00)
5. King Family — Perfect Day (3:18)
6. Selina — Weit Weg von Dir (Freche Mädchen Version) (3:20)
7. The Blue Skies — Every Beat of Your Heart (3:36)
8. Nataly Dorra — Give Me a Reason (Casting Mix) (2:11)
9. Masha — Desire (4:05)
10. Darin — Insanity (3:44)
11. Selina — Dein Tag (3:15)
12. Oli Biehler — Sag Mir (3:27)
13. Gerard — Superheld (1:27)
14. Selina — Ich Bin Nicht Mehr Ich (Cool Down Mix) (3:25)
15. Oli Biehler — Himmelhochjauchzend (2:35)
16. Oli Biehler — Hanna (2:18)
17. Oli Biehler — Jungs! (1:49)
18. Oli Biehler — Pit Winter (1:43)
19. Oli Biehler — Pits Puli (2:05)
20. Oli Biehler — Happy End (2:12)